# The Winning Boat
The Winning Boat è un cortometraggio muto del 1909 diretto da Sidney Olcott.

## Trama
Trama in (EN)  di Moving Picture World  su IMDb

## Produzione
Il film fu prodotto dalla Kalem Company.

## Distribuzione
Distribuito dalla Kalem Company, il film - un cortometraggio di una bobina - uscì nelle sale cinematografiche USA il 24 settembre 1909.